# Ерделі Іван Георгійович
Іван Георгійович Ерде́лі (15 жовтня 1870 — 7 липня 1939, Париж) — російський воєначальник, генерал від кавалерії. Учасник Першої світової та громадянської воєн. Видатний діяч Білого руху на півдні Росії. Один із засновників Добровольчої армії.

## Сім'я
З потомствених дворян Херсонської губернії. Його предки — угорські дворяни, що прийняли православ'я і переселилися до Росії у XVIII столітті. Прадід служив у військах П. А. Румянцева та О. В. Суворова. Батько, Єгор (Георгій) Якович, предводитель дворянства Херсонської губернії в 1871- 1876.
Мати — Леоніда, уроджена Тулуб'єва.
Брат, Яків Єгорович (в документах його по батькові писалося саме так), народився в 1870, був головою Херсонської земської управи, в 1906 - 1912 — Мінський губернатор. У матеріалах Особливої слідчої комісії з розслідування злодіянь більшовиків міститься інформація про те, що

В Єлизаветграді відшукане і віддане землі тіло колишнього катеринославського губернатора Ерделі, брата володаря Терсько-Дагестанського краю. Більшовики заарештовували його три рази. Четвертий раз заарештований генерал Ерделі був підданий тортурам болісним: під нігті голки вбивалися, потім нігті зривалися зовсім з шматками тіла. Останки замученого були кинуті в помийну яму.

Генерал І. Г. Ерделі був одружений з Марією Олександрівною, уродженою Кузьминською (1869 - 1923), племінницею дружини Льва Толстого.

## Освіта
Закінчив Миколаївське кавалерійське училище (1890), Миколаївську академію Генерального штабу (1897).

## Кавалерист і генштабіст
З училища вийшов в 1890 році в Лейб-гвардії Гусарський Його Величності полк. З листопада 1899 — штаб-офіцер для доручень при штабі Кавказького військового округу. С 12 вересня 1900 — старший ад'ютант штабу генерал-інспектора кавалерії великого князя Миколи Миколайовича. З 22 червня 1905 — старший діловод канцелярії Ради державної оборони (цей орган очолював великий князь Микола Миколайович). З 9 червня 1907 — командир 8-го Астраханського драгунського полку, з 15 травня 1910 — генерал-майор, командир лейб-гвардії Драгунського полку. З 6 листопада 1912 генерал-квартирмейстер штабу військ Гвардії і Петербурзького військового округу (при командувачу великому князю Миколі Миколайовичу).

## Участь у Першій світовій війні
З 19 липня 1914 — генерал-квартирмейстер штабу 6-ї армії, з 9 серпня 1914 року — генерал-квартирмейстер штабу 9-ї армії. З 18 жовтня 1914 командувач 14-ю кавалерійською дивізією, з 13 травня 1915 рік — командувач 2-й гвардійською кавалерійською дивізією. Нагороджений Георгіївською зброєю (1915). З травня 1916 — генерал-лейтенант. З 23 листопада 1916 року — начальник 64-ї піхотної дивізії, з 6 квітня 1917 року — командир 18-го армійського корпусу. У червні — липні 1917 — командувач 11-ю армією. На чолі армії брав участь в червневому наступі проти військ Німеччини та Австро-Угорщини. Спочатку частинам армії вдалося прорвати фронт австро-угорських військ і домогтися деяких успіхів у Зборівській битві (18-22 червня). Однак, коли в липні німецька група військ завдала удару по позиціях армії, то деморалізовані антивоєнною агітацією частини почали хаотичний відступ.
З липня 1917 року — генерал від кавалерії. З 12 липня 1917 командував особливою армією. Взяв активну участь в виступі генерала Л. Г. Корнілова, був відсторонений від командування, арештований і поміщений у Бихівську в'язницю.

## Участь у Громадянській війні
У листопаді 1917, разом з іншими ув'язненими-генералами, пішов на Дон, де з перших днів брав участь у формуванні Добровольчої армії. Учасник Першого Кубанського (Крижаного) походу. У січні — березні 1918 — представник Добровольчої армії при Кубанському крайовому уряді. У березні — квітні 1918 командував окремою Кінною бригадою Добровольчої армії, успішно діяв у дні боїв під Катеринодаром. З травня до кінця серпня 1918 командував 1-ю кінною дивізією.
В січні 1919 відряджений в Закавказзя для встановлення зв'язку з представниками англійського командування. З квітня 1919 заміняв генерала В. П. Ляхова на посаді володаря, і командувача військами Терсько-Дагестанського краю. З липня 1919 — володар та командувач військами Північного Кавказу, 25 квітня 1920 переведений в резерв чинів при Військовому управлінні збройних сил Півдня Росії (ЗСПР).

## Емігрант
У 1920 році емігрував до Франції, працював акомпаніатором, шофером. Активно брав участь у діяльності Російського Загальновійськового союзу (РОВС), член правління Товариства взаємодопомоги колишніх юнкерів Миколаївського кавалерійського училища. З 21 березня 1930 по 29 червня 1934 — голова Союзу офіцерів — учасників Великої війни. З 29 червня 1934 — начальник 1-го відділу РОВС, що поєднував його чинів на території Франції, та голова французького відділення Спілки учасників Першого Кубанського походу, проте незабаром залишив ці пости. 5 жовтня 1937 призначений головою Особливої комісії з розслідування справи агента НКВС генерал-майора Н. В. Скоблина. Комісія продовжувала свою діяльність до кінця лютого 1938, і 1 березня 1938 опублікувала свій висновок, що визнало факт зради Скоблина.
Раптово помер в Парижі. Похований на російському цвинтарі Сент-Женев'єв-де-Буа.